# Austin Metro
Az Austin Metro az angol Austin Rover Group által, 1980-tól 18 éven át különböző neveken forgalmazott  személygépkocsi-modell volt.[forrás?]

## Története
Az 1980. évi birminghami nemzetközi autókiállítás egyik, már előre beharangozott szenzációja az Austin MiniMetro volt. Az egyik példányt maga Margaret Thatcher miniszterelnök vezette a kiállítás helyszínére.

## Műszaki adatai
A 340 cm hosszú (A Trabantnál 15 cm-rel rövidebb) a BL típusoknál is jól bevált hidropneumatikus rugózású, mérete ellenére is kényelmes, nagy az utastere, háromajtós kivitelű. Az 1 literes modell elől keresztirányban elhelyezett, 32,5 kW (44 LE) teljesítményű motorral készült. Fogyasztása 90 km/h sebességnél 5,3 liter, 120-nál 7,3, városi forgalomban pedig 7,4 liter volt . Végsebessége 140 km/h. [forrás?]